# Horst (geologi)
 For alternative betydninger, se Horst. (Se også artikler, som begynder med Horst)
En horst (tysk) er et opragende parti af jordskorpen begrænset af forkastninger. Typiske horste er bl.a. Harzen og de skånske og hallandske åse som Hallandsåsen, Söderåsen, Kullen, Romeleåsen m.fl.